# Ricard Salvadiego Güell
Ricard S. Güell, nom de ploma de Ricard Salvadiego Güell, (Barcelona, 2 de febrer de 1916 - Riudarenes, 24 de desembre de 2008), va ser un escriptor català en llengua catalana i en esperanto. Güell va destacar com activista esperantista i antifeixista, sent vicepresident de l'Associació Catalana d'Esperanto (KEA) des de l'any 1982 fins al 1984, quan va dimitir del càrrec.

## Vida
Tot i néixer a Barcelona, de nen es va traslladar a Vilanova, d'on era originària la família i on va assistir a escola. Als 12 anys va retornar a Barcelona amb la família. A Barcelona va treballar de manyà fins als 45 anys d'edat i va entrar en contacte, simultàniament, amb el mon del teatre i amb el moviment esperantista. El seu procés de formació, en aquests dos àmbits, es va produir als centres culturals obrers on va actuar i va dirigir i escriure teatre, poesia i prosa, en català i esperanto i, inicialment, també en castellà. Va fer, a més, traduccions d'obres de diverses llengües al català o a l'esperanto.
Entre les seves traduccions al català destaca la seva versió d'Un enemic del poble (en noruec: En Folkefiende) d'Henrik Ibsen, mentre que en esperanto sobresurt la traducció de Terra baixa (en esperanto: Malsupra tero), d'Àngel Guimerà, estrenada a Barcelona el 17 de desembre de 1961. Aquesta i altres adaptacions d'obres teatrals d'autors catalans, com ara, Juventut (en esperanto: Juneco) d'Ignasi Iglésias o la Cançó de sempre (en esperanto: Senintermita kanto) de Santiago Rusiñol, es van publicar l'any 1988, anys després d'haver estat concebudes. A més, Ricard S. Güell va crear i adaptar obra teatral pròpia, en esperanto, com ara, Dum ajna mateno (Matí de sol solet) o La spegulo de la tempo (El mirall del temps), la primera representada a Vilanova i la Geltrú i a Olot i la segona representada a Sabadell.
Pel que fa al món esperantista, fou un actiu divulgador i defensor de la llengua internacional, tant abans i durant la Guerra Civil com també després, de forma clandestina, durant el franquisme, i encara posteriorment, tot participant en la fundació de l'Associació Catalana d'Esperanto.

## Obra

### Original en català
- Güell, Ricard S. L'Hora del triomf. Obra moderna en tres actes.  Barcelona: Millà, 1962.
- Güell, Ricard S. "Garbuix". Penell i fusell de rosa i espina.  Barcelona: [l'autor], 1983.
- Güell, Ricard S. Volarany a Rocamar.  [Barcelona]: s. n., 1992?.
- Güell, Ricard S. Contes de no de la vora del foc.  [Barcelona]: s. n., 1994.

### Original en esperanto
- Güell, Ricard S. Teatro. Tri aûtoroj kaj mi.  s. l.: s. n., 1988.
- Güell, Ricard S. Plastium baledo.  [Barcelona]: s. n., 199?.
- Güell, Ricard S. Rakontoj de sensperta naivulo.  Barcelona: s. n., 1993.
- Güell, Ricard S. Kalejdoskopa poemaro.  Barcelona: [l'autor], 2002.
- Güell, Ricard S. Teatro. Dum ajna mateno.
- Güell, Ricard S. Teatro. La spegulo de la tempo.

### Traduccions
- Guimerà, Àngel. Malsupra tero (en esperanto). Traducció: Ricard S. Güell.  Barcelona: s. n., DL 1975.

- Ibsen, Henrik. Enemic del poble. Traducció: Ricard S. Güell. manuscrit a: Barcelona, Biblioteca de Catalunya, ms. 7471, [1977].

- Iglésias, Ignasi. Juneco (en esperanto). Traducció: Ricard S. Güell.

- Rusiñol, Santiago. Senintermita kanto (en esperanto). Traducció: Ricard S. Güell.